# Florestas Tropicais Gondwana da Austrália
As Florestas Tropicais Gondwana da Austrália incluem 8 áreas separadas, totalizando 3.665 km² na fronteira entre Queensland e Nova Gales do Sul, Austrália. Foram inscritas na lista de Património Mundial da UNESCO em 1986.
As áreas em Queensland incluem o Parque Nacional Lamington, o Parque Nacional Springbrook, o Parque Nacional de Mount Barney, e outros 37 parques. Em Nova Gales do Sul, os parques incluem o Parque Nacional Dorrigo.